# Haut-Ittre
Pour les articles homonymes, voir Ittre (homonymie).
Haut-Ittre est une section de la commune belge d'Ittre située en Région wallonne dans la province du Brabant wallon.
Un échangeur autoroutier porte son nom, l'échangeur de Haut-Ittre.

## Démographie
- Sources:INS, Rem:1831 jusqu'en 1970=recensements, 1976= nombre d'habitants au 31 décembre